# 오사후지촌
오사후지촌(長藤村)은 나가노현 가미이나군에 있던 촌이다. 현재의 이나시에 해당한다.

## 역사
- 1875년 2월 18일 - 지쿠마현 이나군 오사후지촌이 성립하였다.
- 1876년 8월 21일 - 나가노현에 소속되었다.
- 1879년 1월 4일 - 군구정촌편제법 시행에 의해 가미이나군에 소속되었다.
- 1889년 4월 1일 - 정촌제 시행에 의해 오사후지촌이 단독으로 자치체를 형성하였다.
- 1956년 9월 30일 - 다카토정, 미요시촌과 합병해 새로운 다카토정이 성립하여, 동일 오사후지촌은 폐지되었다.

## 참고문헌
- 角川日本地名大辞典 20 長野県